# Георг Вилхелм фон Зайн-Витгенщайн-Берлебург
Георг Волфганг Вилхелм фон Зайн-Витгенщайн-Берлебург (на немски: Georg Wolfgang Wilhelm von Sayn-Wittgenstein-Berleburg; * 28 септември 1636, Берлебург; † 25 май 1684, ловендворец Хомригхаузен, Берлебург) е граф на Зайн-Витгенщайн-Берлебург.

## Произход
Той е големият син на граф Лудвиг Казимир фон Зайн-Витгенщайн-Берлебург (1598 – 1643) и съпругата му графиня Елизабет Юлиана фон Насау-Саарбрюкен-Вайлбург (1598 – 1682), дъщеря на граф Вилхелм фон Насау-Вайлбург (1570 – 1597) и Ерика фон Изенбург (1569 – 1628). Внук е на граф Георг II фон Зайн-Витгенщайн (1565 – 1631) и първата му съпруга графиня Елизабет фон Насау-Вайлбург (1572 – 1607).
Брат е на Филип Лудвиг фон Зайн (1642 – 1664). На 27 август 1647 г. майка му Елизабет Юлиана се омъжва за чичо му Георг III фон Зайн-Витгенщайн-Берлебург (1605 – 1681).
Георг Волфганг Вилхелм умира 25 май 1684 г. на 47 години в ловния дворец Хомригхаузен, Берлебург, и е погребан в Берлебург.

## Фамилия
Първи брак: на 28 септември 1657 г. в Реес, Дюселдорф, с Амели Маргерит де Ла Плац (* 1635; † 16 февруари 1669), дъщеря на маркиз Франсоа де Ла Плац, губернатор на Реес († 1666), и Анна Маргарета фон Бредероде (1634 – 1635). Те имат децата:
- Юлиана Маргарета (* 26 април 1659; † 25 март 1735)
- Лудвиг Франц (* 17 април 1660; † 25 ноември 1694), граф на Сайн-Витгенщайн-Берлебург, женен на 27 октомври 1685 г. в Браке за графиня Хедвиг София фон Липе-Браке (1669 – 1738), дъщеря на граф Казимир фон Липе-Браке (1627 – 1700) и графиня Анна Амалия фон Сайн-Витгенщайн-Хомбург (1641 – 1685)
- Хайнрих Мориц (* 19 юли 1661; † 6 август 1661)
- Албертина Мария (* 29 януари 1663; † 29 ноември 1711), омъжена на 1 юли 1685 г. в Берлебург за граф Фердинанд Максимилиан I фон Изенбург-Бюдинген-Вехтерсбах (1661 – 1703), син на граф Йохан Ернст фон Изенбург-Бюдинген (1625 – 1673) и графиня Мария Шарлота фон Ербах-Ербах (1631 – 1693)
- Амалия Хенриета (* 14 февруари 1664; † 9 февруари 1733), омъжена на 9 февруари 1733 г. в Меерхолц за граф Георг Албрехт фон Изенбург-Бюдинген-Меерхолц (1664 – 1724), син на граф Йохан Ернст фон Изенбург-Бюдинген (1625 – 1673) и графиня Мария Шарлота фон Ербах-Ербах (1631 – 1693)
- Шарлота (* 8 декември 1665; † 27 ноември 1698)
- Вилхелмина Филипина (* 5/8 февруари 1669; † 15 юли 1724)

Втори брак: на 13 ноември 1669 г. с графиня София Елизабет фон Вид (* 8 ноември 1651; † 10 март 1673), дъщеря на граф Фридрих III фон Вид-Рункел (1618 – 1698) и Мария Юлиана фон Лайнинген-Вестербург (1616 – 1657). Те имат децата:
- Фридрих Георг (* 5 февруари 1571; † 19 март 1671)
- София Елизабет (* 4 януари 1672; † 15 август 1672)
- София Елизабет (* 24 февруари 1673; † 8 юни 1696)

Трети брак: на 24 юни 1674 г. в Офенбах с графиня Шарлота Амалия фон Изенбург-Бюдинген-Офенбах (* 31 авгусг 1651; † 6 април 1725), дъщеря на граф Йохан Лудвиг фон Изенбург-Бюдинген-Офенбах (1622 – 1685) и втората му съпруга принцеса Луиза фон Насау-Диленбург (1623 – 1685). Те имат децата:
- София Юлиана (* 8 март 1675; † 4 декември 1677)
- Фердинанда (* 24 юни 1678; † 19 март 1757)
- Конкордия Луиза (*/† 10 март 1680, Берлебург)
- Фридерика Вилхелмина Шарлота (* 23 юни 1682, Берлебург; † 26 юни 1731, Магдебург), омъжена

1. на 22 юли 1708 г. в Тиергартен за чичо си граф Йохан Филип фон Изенбург-Бюдинген-Офенбах (1655 – 1718), син на граф Йохан Лудвиг фон Изенбург-Бюдинген-Офенбах (1622 – 1685) и втората му съпруга принцеса Луиза фон Насау-Диленбург (1623 – 1685)
2. на 4 декември 1727 г. в Офенбах за бургграф и граф Фридрих Лудвиг фон Дона-Райхертсвалде (1697 – 1766), син на бургграф и граф Кристоф Фридрих фон Дона-Лаук-Райхертсвалде (1652 – 1734) и Елизабет Кристиана фон Цвайбрюкен († 1707)